# Kryptolebias
Kryptolebias là một chi cá trong họ Rivulidae phần lớn là loài bản địa của Nam Mỹ nhưng có một loài là (K. marmoratus) được tìm thấy ở vùng biển nhiệt đới của Mỹ kể cả vùng biển phía Đông Nam của Mỹ. Trong chi này có loài mangrove killif. Các nhà khoa học gần đây đã phát hiện ra rằng rivulus ở rừng ngập mặn có thể mất 66 ngày liên tục di chuyển ra khỏi nước, và hít thở không khí qua da của nó. Nó đi vào hang được tạo ra bởi côn trùng trong cây nơi thư giãn lãnh thổ của mình, chúng có hành vi hung hăng. Trong thời gian này, nó làm thay đổi mang của nó để nó có thể giữ nước và chất dinh dưỡng, trong khi chất thải nitơ được bài tiết qua da. Sự thay đổi sẽ được hoàn nhập khi nó lại đi vào nước.

## Các loài
Các loài sau đây được ghi nhận trong chi là:
- Kryptolebias brasiliensis (Valenciennes, 1821)
- Kryptolebias campelloi (W. J. E. M. Costa, 1990)
- Kryptolebias caudomarginatus (Seegers, 1984)
- Kryptolebias gracilis W. J. E. M. Costa, 2007
- Kryptolebias hermaphroditus W. J. E. M. Costa, 2011
- Kryptolebias marmoratus (Poey, 1880)
- Kryptolebias ocellatus (R. F. Hensel, 1868)
- Kryptolebias sepia Vermeulen & Hrbek, 2005